# 高橋多一郎
高橋 多一郎（たかはし たいちろう）は、幕末の水戸藩士・志士。桜田門外の変の首謀者の一人。諱は愛諸。家紋は九枚笹。

## 生涯
水戸藩士・高橋諸往の長男として生まれる。藤田幽谷の門弟・国友善菴や藤田東湖に学び、尊王攘夷論に傾倒。改革派屈指の秀才と言われる。天保10年（1839年）、家督を継ぐ。藩主・徳川斉昭に抜擢され床几回組に属する。天保12年（1841年）、藩主の側近である奥右筆に任命される。
天保15年（1844年）5月に斉昭が幕府から隠退・謹慎処分を受けると、高橋は江戸へ上り幕府に対し斉昭の免罪を運動した。しかし門閥派によって嘉永元年（1848年）7月に蟄居に処せられる。嘉永2年（1849年）3月に斉昭が許されると高橋も復職。安政2年（1855年）、北郡奉行となり、農兵の組織や郷校の建設に携わる。12月に奥右筆頭取に進み、改革派の中心人物となる。
安政5年（1858年）、将軍継嗣問題・日米修好通商条約問題で大老・井伊直弼と対立した斉昭が蟄居を命じられると、水戸藩の改革派は朝廷工作を行い、8月に戊午の密勅が下され、高橋は密勅の写しを江戸から水戸に届ける。高橋は金子孫二郎らとともに密勅に基づく国政改革を志し、安政の大獄で水戸藩への弾圧を強める井伊大老を倒すため諸藩の連携を画策し、住谷寅之介、関鉄之介らを土佐藩や長州藩などに派遣する。
安政6年（1859年）、斉昭が幕府から永蟄居処分を受け、水戸藩に対し密勅の返還が命じられると、高橋は強硬に不返論を主張して会沢正志斎らと対立し蟄居させられる。この頃から密かに金子孫二郎や薩摩藩士・有村雄助らと共に井伊大老暗殺を計画し、関鉄之介らを組織する。同時に高橋は密勅が江戸へ運ばれるのを防ぐため急進派藩士らを指揮して水戸街道の長岡宿（現・東茨城郡茨城町）に屯集させた。これを危険視した幕府では水戸藩に屯集者の解散を命じ、捕縛される事を察した高橋は脱藩する。
井伊大老暗殺計画では、江戸での井伊暗殺と同時に薩摩藩兵が上京し大阪から京都に入り朝廷を守護する事になっていた。高橋はこの薩摩藩士と合流するため息子・庄左衛門らと共に大坂へ向った。
安政7年（1860年）3月3日、関鉄之介らが江戸城桜田門外で井伊大老暗殺に成功したが、薩摩藩は動かず京坂での挙兵計画は頓挫する。大坂に潜伏した高橋は井伊暗殺成功を知り、薩摩藩兵の上京を待っていたが、潜伏地を幕吏に探知され、四天王寺境内の寺役人小川欣司兵衛宅にて息子・庄左衛門と共に自刃した。享年47。
辞世の歌は「鳥が鳴く あづま健夫の まごころは 鹿島の里の あなたとぞ知れ」。息子庄左衛門の歌は「今さらに　何をか言わめ　言わずとも　尽くす心は　神や知るらむ」。
維新後正四位を贈位される。墓所は大阪市天王寺区所在の四天王寺と水戸市所在の常磐共有墓地。
位階は贈正四位。靖国神社合祀。